# Litologie

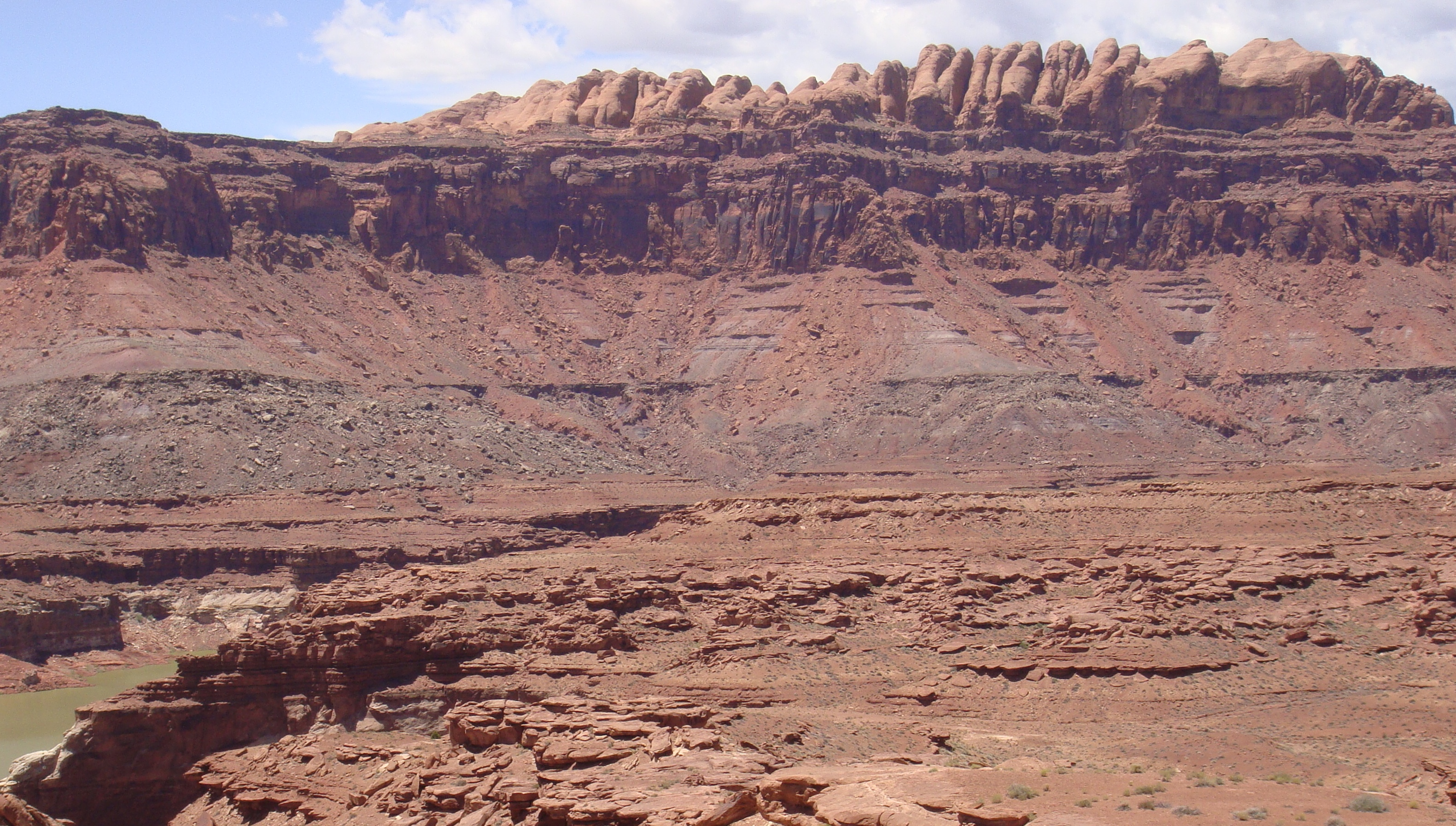
Ukázka stratigrafické formace v jihovýchodním Utahu

Litologie (z řeckého lithos, kámen a logos slovo) byla původně obecná nauka o horninách. Dnes tento termín označuje především vědu, která se zabývá zkoumáním a popisem usazených hornin. Jde tedy o petrografii sedimentů neboli všeobecnou sedimentologii, tedy o popis vlastností hornin,  které lze pozorovat prostým okem. Patří sem mimo jiné vyhodnocování stavby horniny, její zrnitost, vrstevnatost, barva a podobně. Tento popis pak slouží k jejich rozdělení do jednotlivých litostratigrafických jednotek pro účely geologického mapování.